# 佘雪玲
佘雪玲（Nicole Rebecca Seah Xue Ling，1986年10月17日—），新加坡政治人物，前工人党中央执行委员会成员、青年团主席。
佘雪玲作为2011年新加坡大选中最年轻的候选人而声名鹊起，当时她只有24岁。在选举期间，她在社交媒体上的粉丝数量让她成为最受欢迎的新加坡政治人物之一。2014年8月29日，佘雪玲辞去国民团结党的职务，表示“继续前进并在其他领域发展”。2020年新加坡大选中，她代表新加坡工人党出战东海岸集选区，以7769票之差败给王瑞杰带领的人民行动党。

## 早年
1986年10月17日，佘雪玲出生于新加坡的峇峇娘惹家庭。她曾就读于加东修道院女校、丹绒加东中学和維多利亞初級學院。她毕业于新加坡国立大学传播与新媒体系，获得社会科学荣誉学士学位，她也是该校大学学者计划的一份子。
当她在2011年大选中被介绍为最年轻的候选人时，她与父母和两个兄弟住在一个五居室的公寓里。
曾在品牌传播公司Starcom MediaVest Group担任高管，并在IPG Mediabrands担任高级客户经理。2014年，佘雪玲搬到泰国曼谷，在公司泰国办事处担任数字经理。

## 政治生涯
佘雪玲从中学开始就参与社区活动和志愿服务。她对政治最初的兴趣来源于她和一名贫困妇女的会面，当时那名妇女没有钱买食物，完全依赖慈善机构的施舍。在新加坡国立大学期间，她是一家名为Campus Observer的线上出版物的执行编辑。
2009年，佘雪玲加入了革新党。但在2011年2月，她退出了革新党。

### 国民团结党

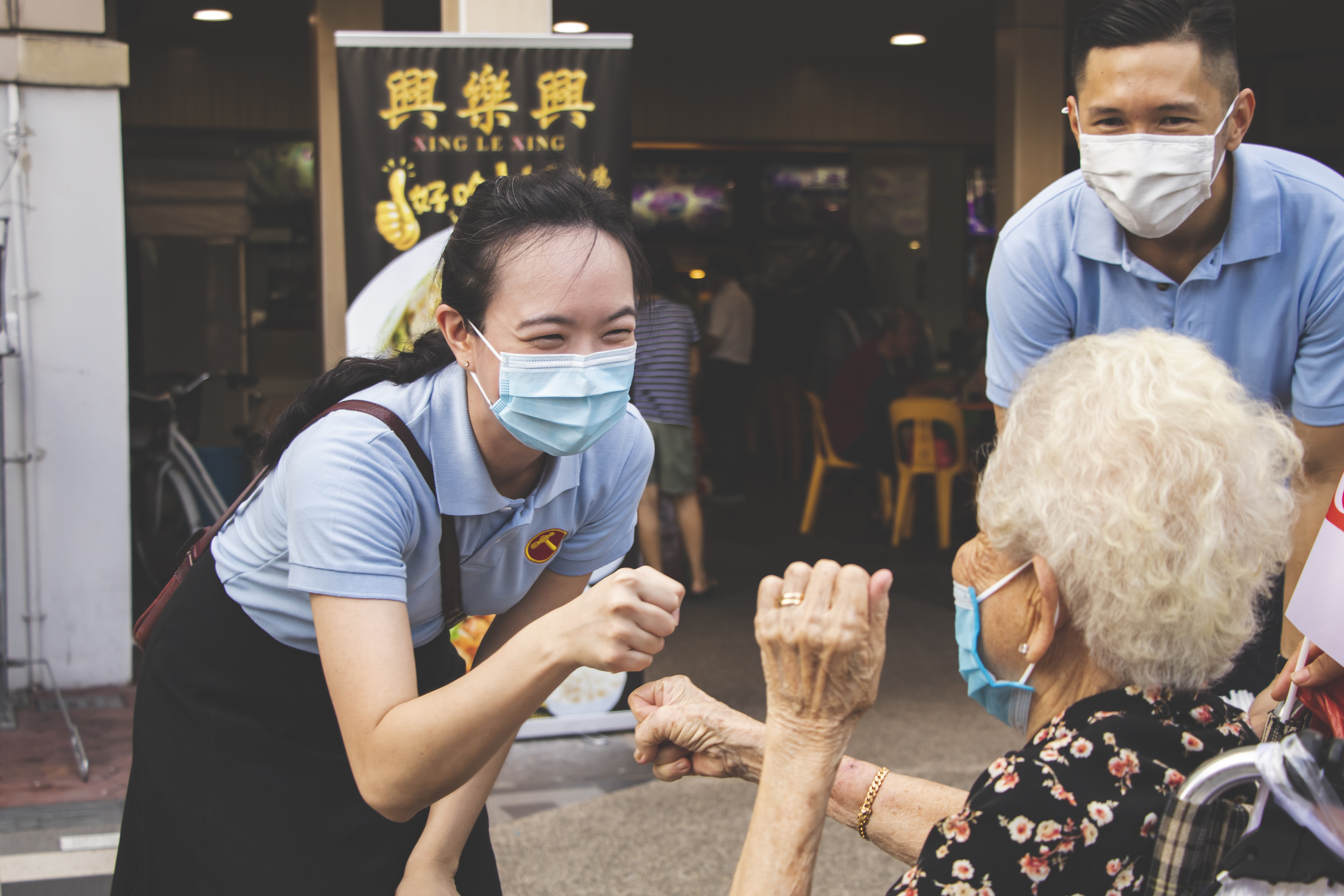
佘雪玲和一名老人

2011年，佘雪玲被国民团结党秘书长吴明盛邀请入党，并参加当年举行的大选。4月21日，佘雪玲、蒋才正等5人被提名为马林百列集选区候选人。佘雪玲和本选区人民行动党名单中27岁的陈佩玲的较量引起了媒体关注，二人都是年轻女性，又都是首次参选。《亚洲哨兵》的评论员乔恩·拉塞尔认为，佘雪玲的高人气是因为选民认为她代表了年轻的候选人。《海峡时报》评论称佘雪玲的人气之高，如同摇滚明星。
国务资政吴作栋称，“我看国民团结党只有一个负责人，四个男人让一个年轻的女士承担一切的竞选和发言。”佘雪玲则回应，国民团结党是一个集体，每个人都可以在许多不同的领域做出贡献，大家一起努力，将才华聚集在一起。

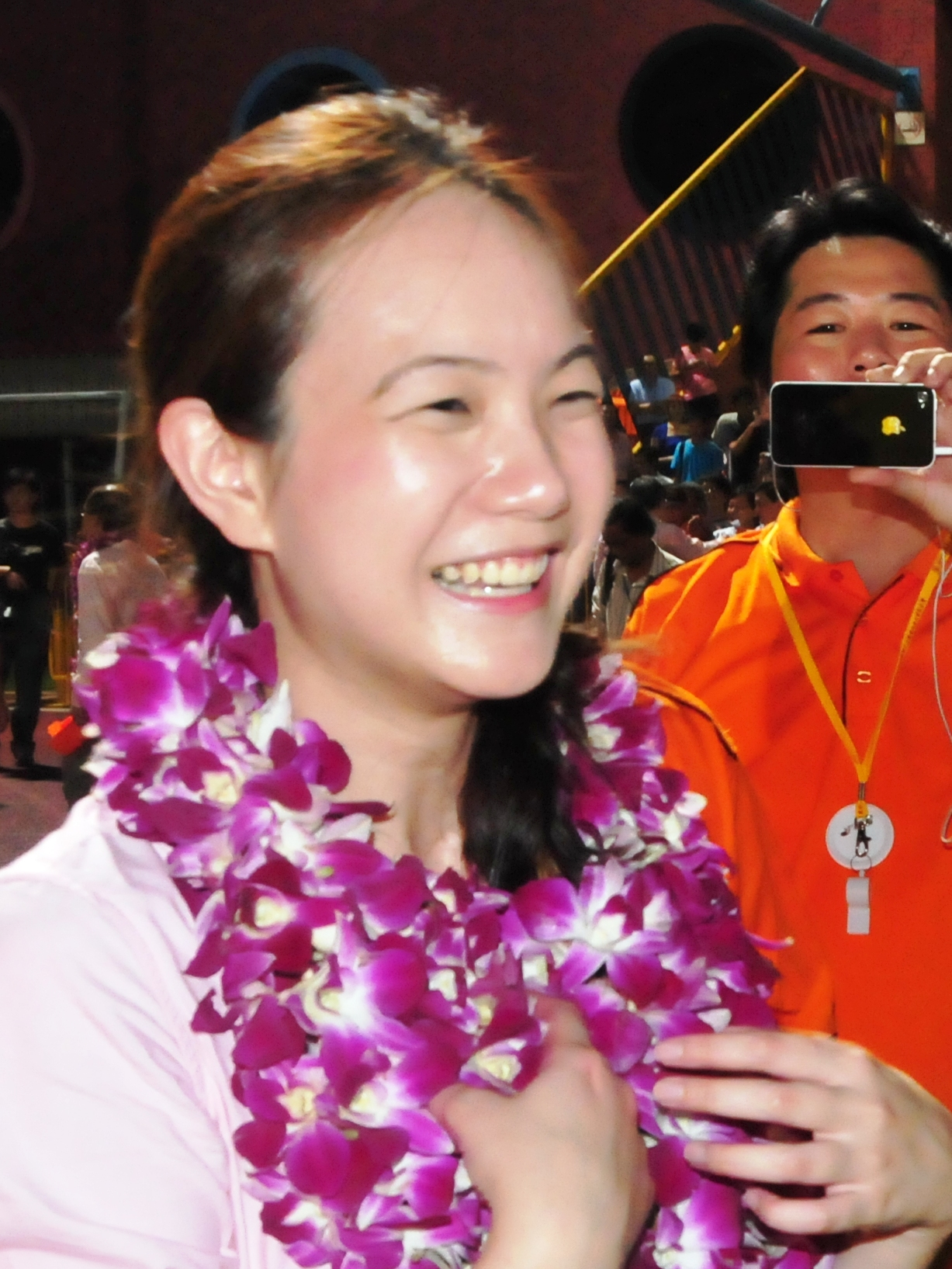
佘雪玲在淡滨尼体育场进行选举活动

佘雪玲的团队最终获得了43.35%的选票。尽管未能取胜，但仍被视为巨大的成功。上次选举是1992年马林百列集选区补选，人民行动党获得了72.9%的选票，且马林百列集选区一直由前总理吴作栋掌舵。吴作栋选后表示，佘雪玲在交流时表现出色，对年轻人和一些老年人说话很有说服力。
选举期间，佘雪玲在民意调查前24小时向警方报案，控告行动党候选人陈佩玲违反国家规定的冷静期。随后警方透露，她也涉嫌犯下同样的罪行，警方对二人的违法行为发出了严厉警告。根据新加坡议会选举法，禁止在投票日和冷静日拉票。
在2011年新加坡总统选举中，佘雪玲支持陈如斯，“我们需要一位知识渊博的总统，一位才华横溢的思想家，不仅如此，还需要一位为人民着想，并能代表新加坡参与国际事务的总统。更大的世界舞台。”，并在8月23日的集会上担任嘉宾，并在竞选期间帮助计票。
2014年8月29日，佘雪玲辞去了在国民团结党的职务，并祝愿国民团结党一切顺利。2015年8月2日，她表示不会重回国民团结党，也不会参加选举。

### 工人党

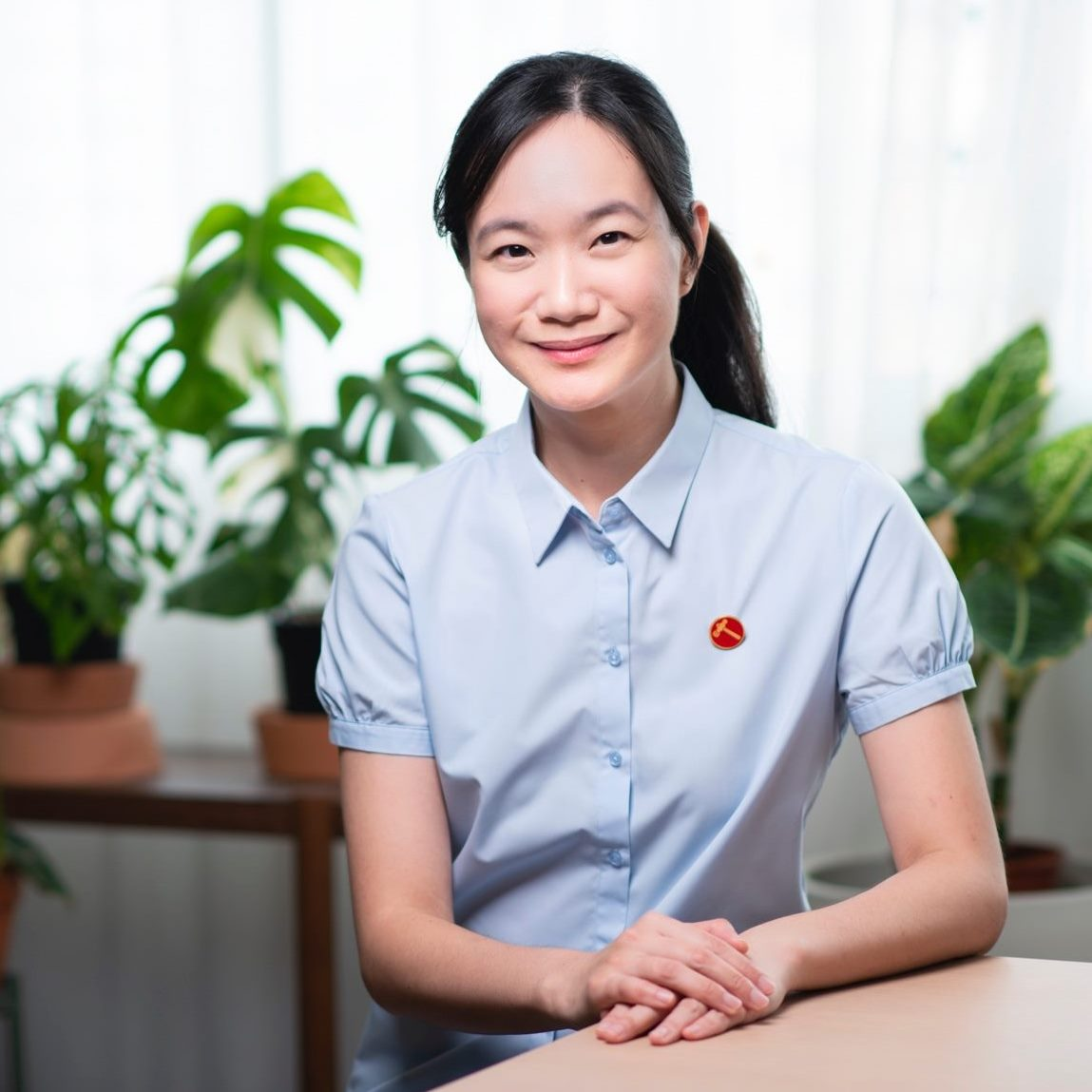
佘雪玲作为工人党候选人

2015年8月24日，佘雪玲在脸书上回复工人党成员何廷儒，“我一定会回来帮忙的！只是不是作为候选人。（I will definitely come back to help! Just not as a candidate.）”她在2015年新加坡大选中开始志愿参加工人党的媒体团队。
2017年，《海峡时报》报道佘雪玲和工人党一起在马林百列集选区参加活动，并证实佘雪玲是该党的志工。
2020年6月，佘雪玲宣布将在东海岸集选区参加2020年新加坡大选，对阵由副总理王瑞杰带领的人民行动党。她表示，本届大选给予人民机会投选出大家心目中的政府，如果国人投票时没有考虑平衡和公平的问题，就会造成一党独大。最终佘雪玲的团队以46.59%的得票率小败，在落选者中得票率仅次于陈清木带领的新加坡前进党（48.31%，西海岸集选区）。
2021年1月，佘雪玲担任工人党青年团主席。
2023年7月19日，工人黨宣布佘雪玲因其和黨員貝理安（Leon Perera）發生的不適當交流已經從工人黨辭職。黨秘書長毕丹星告訴媒體，如果他們沒有主動提出辭職，他將會開除他們兩個，因為在2020年大選後，當他們首次被問及有關兩人之間的傳聞時，他們一開始沒有說實話。

## 个人生活
佘雪玲于2015年8月21日在新加坡婚姻注册局與在澳大利亞工作的新加坡工程師Bryan结婚，在2018年生下长女，並在2022年生下次女。
她也曾在2015年电影《1965》中客串小角色Mei，一名警察（戚玉武 饰）的妻子。
2023年7月，佘雪玲在一段視頻中被拍到與貝理安（Leon Perera）一起，暗示或許發生了不適當的交流。工人黨在一份聲明中表示：“工人黨注意到今天（2023年7月17日）在網上流傳的一段視頻，暗示兩位資深黨員之間存在不適當的交流。目前，黨内正在調查此事，並將在獲得事實後發表評論。黨也期望所有黨員能夠充分承擔和解釋他們的行為。”7月19日，工人黨秘書長毕丹星透露，佘雪玲和貝理安在2020年大選後的某個時間開始了一段婚外情，而這段婚外情已在該視頻曝光之前結束了。

## 影視
| 年   | 作品 | 角色 | 參考   |
| ---- | ---- | ---- | ------ |
| 2015 | 1965 | Mei  | [ 43 ] |

## 外部連結
- 佘雪玲的Facebook專頁
- 佘雪玲的Instagram帳戶